# Холанд (округ)
Округ Халанд (швед. Hallands län) је округ у Шведској, у југозападном делу државе. Седиште округа је град Халмстад.
Округ је основан 1719. године.

## Положај округа
Округ Халанд се налази у југозападном делу Шведске. Њега окружују:
- са севера: Округ Вестра Јеталанд,
- са североистока: Округ Јенћепинг,
- са истока: Округ Крунуберј,
- са југа: Округ Сконе,
- са запада: Северно море (Категат).

## Природне одлике
Рељеф: У округу Халанд преовлађују нижа подручја. Западну половину округа чини равничарско до благо заталасано подручје до 100 метара надморске висине. На истоку је побрђе до 200 метара надморске висине.
Клима: У округу Халанд влада блажи облик континенталне климе под утицајем Атлантика (Голфска струја).
Воде: Халанд је приморски округ у Шведској, јер га Северно море, тачније залив Категат, запљускује са запада. Морска обала је слабо разуђена, што је изузетак за Шведску. У унутрашњости округа постоји низ малих ледничких језера. Најважнији водоток у округу је река Еран.

## Историја
Подручје данашњег округа у целости покрива истоимену историјску област Халанд, као и мали део западног Смоланда.
Данашњи округ основан је 1719. године.

## Становништво
По подацима 2011. године у округу Халанд живело је преко 300 хиљада становника. Последњих година број становника расте.
Густина насељености у округу је преко 55 становника/км², што је 2,5 пута више од државног просека (23 ст./км²). Међутим, део око приморски део округа на западу је много боље насељен него унутрашњост на истоку округа.

## Општине и градови
Округ Халанд има 6 општина. Општине су:
- Варберј
- Кунгсбака
- Лахолм
- Фалкенберј
- Халмстад
- Хилте

Градови (тачније „урбана подручја") са више од 10.000 становника:
- Халмстад - 59.000 ст.
- Варберј - 28.000 ст.
- Фалкенберј - 20.000 ст.
- Кунгсбака - 19.000 ст.
- Онсала - 12.000 ст.